# Mittelwerteigenschaft
Mittelwerteigenschaft bezeichnet man in der Mathematik die Eigenschaft einer Funktion, dass sich in jedem Punkt Funktionswert und der gemittelte Funktionswert in einer Kugel um diesen Punkt entsprechen.
Eine Funktion, die die Mittelwerteigenschaft erfüllt, ist automatisch harmonisch und glatt, also in {\displaystyle C^{\infty }(\Omega )}.

## Definition
Sei {\displaystyle \Omega \subset \mathbb {R} ^{n}}. Eine Funktion {\displaystyle f\colon \Omega \to \mathbb {R} } erfüllt die Mittelwerteigenschaft genau dann, wenn für alle {\displaystyle x\in \Omega } und alle {\displaystyle r>0}, die {\displaystyle B_{r}(x)\subset \Omega } genügen,
{\displaystyle f(x)={\frac {1}{\|B_{r}\|}}\int _{B_{r}(x)}f(y)dy={\frac {1}{\|\partial B_{r}\|}}\int _{\partial B_{r}(x)}f(y)dS(y)}
gilt. Dabei stehen {\displaystyle \|B_{r}\|} und {\displaystyle \|\partial B_{r}\|} für das Volumen bzw. die Oberfläche der Kugel mit Radius {\displaystyle r}.
Die Integrale mit Vorfaktor sind dabei gemittelte Integrale, die oft auch als durchgestrichenes Integral notiert werden.

## Hinreichende Bedingung
Beide Forderungen, also die Gleichheit des Funktionswertes mit der Mittelung über der ganzen Kugel respektive der über ihre Oberfläche, sind dabei äquivalent. Das folgt aus den Formeln für Oberfläche und Volumen der {\displaystyle n}-dimensionalen Kugel, denn falls die Mittelwerteigenschaft mit dem Oberflächenintegral gilt, ist
{\displaystyle {\frac {1}{\|B_{r}\|}}\int _{B_{r}(x)}f(y)dy={\frac {1}{\|B_{r}\|}}\int _{0}^{r}\underbrace {\int _{\partial B_{s}(x)}f(y)dy} _{=f(x)\|\partial B_{s}\|}ds={\frac {1}{\|B_{r}\|}}f(x)\|B_{r}\|=f(x)}
Umgekehrt ist, falls die Mittelwerteigenschaft für das Integral über die Vollkugel gilt, nach dem Hauptsatz
{\displaystyle {\frac {1}{\|\partial B_{r}\|}}\int _{\partial B_{r}(x)}f(y)dy={\frac {1}{\|\partial B_{r}\|}}({\frac {d}{ds}}\underbrace {\int \int _{\partial B_{s}}f(y)dyds} _{=f(x)\|B_{s}\|}){\Big |}_{s=r}={\frac {1}{\|\partial B_{r}\|}}f(x)\|\partial B_{r}\|=f(x)}
Also reicht es aus, eine der Bedingungen nachzuweisen.

## Abgeschwächte Mittelwerteigenschaft
Beim Studium von sub- und superharmonischen Funktionen verwendet man eine abgeschwächte Formulierung der Mittelwerteigenschaft, in der man das Gleichheitszeichen durch kleiner- bzw. größer-als ersetzt:
{\displaystyle \forall x\in \Omega :f(x)\leq {\frac {1}{\|B_{r}\|}}\int _{B_{r}(x)}f(y)dy}

## Diskrete Mittelwerteigenschaft
In der Numerik partieller Differentialgleichungen spricht man von der diskreten Mittelwerteigenschaft im Zusammenhang mit der Diskretisierung des Laplace-Operators: Durch Bildung der zweiten zentrierten Differenzenquotienten gelangt man zu der Näherung
{\displaystyle \Delta _{h}f(x)\approx {\frac {1}{h^{2}}}\left(f(x-h)-2f(x)+f(x+h)\right)}
Dass auch hier eine Mittelwerteigenschaft gilt, sieht man direkt durch Einsetzen einer diskret harmonischen Funktion, für die {\displaystyle \Delta _{h}f=0} gilt:
{\displaystyle 0=f(x-h)-2f(x)+f(x+h)\Leftrightarrow f(x)={\frac {1}{2}}(f(x-h)+f(x+h))}